# إدموند جومانسكي
إدموند جومانسكي Edmund Gomansky (1854-1930) هو نحات ألماني.
درس جومانسكي الفن في أكاديمية الفنون في برلين على يد العديد من الأساتذة منهم رودولف زيميرينج. وأقام بداية من عام 1880 في ضاحية فيلمرسدورف في برلين، وكان يشترك سنويا في معرض برلين الفني الكبير، بأعماله التي تنوعت بين تماثيل نصفية أو موضوعية. وبدأ في عام 1911 في
إنتاج تماثيل لحيوانات من الطبيعية من مادة البرونز.
ومن بين أشهر أعماله نافورة سيريس Ceres-Brunnen في أوبلن. وتمثال «الأم مع الطفل».